# Klasický poloměr elektronu
Klasický poloměr elektronu nebo také Comptonův poloměr nebo délka Thomsonova rozptylu je poloměr elektronu vypočítaný na základě následujících předpokladů:
1. elektron je koule
2. elektron má elementární náboj e, který se nachází a je rovnoměrně rozmístěný na povrchu koule.
3. elektrostatická, tedy potenciální energie náboje, odpovídá klidové energii elektronu podle vzorce E = mc2.
Jeho vzorec je:
{\displaystyle r_{\mathrm {e} }={\frac {1}{4\pi \epsilon _{0}}}{\frac {e^{2}}{mc^{2}}}=2,817940325(28)\times 10^{-15}\mathrm {m} }
kde {\displaystyle e} a {\displaystyle m} je elektrický náboj a hmotnost elektronu, {\displaystyle c} je rychlost světla a {\displaystyle \epsilon _{0}} je permitivita prostředí. Podle klasické elektrostatiky, množství energie potřebné na vytvoření koule s konstantní hustotou náboje s poloměrem {\displaystyle r_{e}} a nábojem {\displaystyle e} je okolo
{\displaystyle E={\frac {1}{4\pi \epsilon _{0}}}{\frac {e^{2}}{r_{\mathrm {e} }}}}.
Pokud se toto zadá do rovnice relativistické energie elektronu ({\displaystyle E=mc^{2}}) a vypočítá se pro {\displaystyle r_{e}}, výsledkem je nahoře uvedená hodnota.